# Madres buscadoras
Madres buscadoras, también llamadas madres rastreadoras, es el término con el que se refiere a mujeres activistas mexicanas que buscan a sus familiares desaparecidos (principalmente, pero no exclusivamente, hijas e hijos) o sus restos, y justicia debido a la crisis de derechos humanos en México.  Algunas madres buscadoras trabajan de manera individual, mientras que otras se organizan en grupos o coaliciones más grandes.
Las madres buscadoras se han enfrentado a la hostilidad del Estado y de otros grupos antiderechos, Estas agresiones implican, incluso, la desaparición o asesinato de algunas de ellas.    De acuerdo con cifras de la Secretaría de Seguridad y Protección Ciudadana de México, al menos ocho mujeres que trabajaban como buscadoras fueron asesinadas en 2022 y 2023. 

## Contexto
En 2024, el Registro Nacional de Personas Desaparecidas o No Localizadas indica que 116,294 personas se encuentran en el estatus de «desaparecidas», de las cuales, el 97 por ciento desaparecieron después de 2006, como consecuencia de la guerra contra el narcotráfico en México.  Tan solo en 2022 se reportaron 9,826 personas desaparecidas,  mientras que en el primer trimestre de 2023 se reportaron 2,095 personas desaparecidas. 
Las madres buscadoras y otros grupos de activistas también han expresado su preocupación por el hecho de que, durante el gobierno de Andrés Manuel López Obrador,  las autoridades hayan eliminado a personas del registro, a pesar de que siguen desaparecidas.

## Actividades
Los grupos de madres buscadoras trabajan para capacitar a las mujeres sobre cómo denunciar personas desaparecidas, buscar restos humanos, el marco jurídico relevante para las búsquedas y otras habilidades relacionadas.  
Tras localizar los restos, las madres contactan con investigadores forenses para confirmar la identidad del cuerpo. Además de buscar restos, las madres también investigan sitios como hospitales, prisiones o lugares de trabajo sexual y de personas sin hogar, ya que existe la posibilidad de que sus familiares sean víctimas de trata de personas.  Por ejemplo, la organización Madres Buscadoras de Sonora ha logrado encontrar 1,230 cadáveres en fosas clandestinas y localizado a 1,300 personas vivas desde 2019.
Las actividades públicas incluyen la difusión de carteles para solicitar información al público y la realización de protestas en el espacio público. Las madres también han utilizado las redes sociales para reunir posibles pistas. 
Desde 2011, las madres buscadoras realizan la Marcha Nacional de la Dignidad, también conocida como al Marcha Nacional de Madres Buscadoras, cada año el 10 de mayo en la Ciudad de México, fecha que conmemora el Día de la Madre.  La marcha busca sensibilizar a la gente sobre las personas desaparecidas en el país y presionar a las autoridades para que mejoren las políticas en torno a su búsqueda. Al desfile también asisten organizaciones de la sociedad civil que apoyan la causa, como Amnistía Internacional. Algunos participantes llevan pañuelos en la cabeza, haciendo referencia a las Abuelas de Plaza de Mayo en Argentina.

## Grupos
- Colectivo Amor por los Desaparecidos en Tamaulipas; Tamaulipas
- Corazones sin Justicia, Sinaloa
- Madres Buscadoras de Sonora; Sonora
- Madres Unidas y Fuertes de Baja California; Baja California
- Movimiento por Nuestros Desaparecidos en México (MNDM); nacional
- Sabuesos Guerreros AC
- Salamanca Unida en la Búsqueda de los Desaparecidos, Salamanca, Guanajuato [14]
- Buscador@s de Nuevo León, A.C., Nuevo León